# Rebecca Sugar
Rebecca Sugar (n. 9 iulie 1987) este o animatoare, compozitoare și regizoare americană, cel mai bine cunoscută ca scenaristă și autoare de schițe pentru serialul animat de televiziune Să-nceapă aventura, precum și drept creator al serialului Steven Universe, care a debutat pe Cartoon Network în noiembrie 2013. Ea este astfel prima femeie care a creat o emisiune pentru Cartoon Network. A făcut și câteva scenarii pentru filmul Hotel Transylvania al studiourilor Sony Pictures Animation.

## Filmografie

### Film
| An   | Titlu              | Rol               |
| ---- | ------------------ | ----------------- |
| 2012 | Hotel Transylvania | Storyboard artist |

### Televiziune
| An              | Titlu           | Rol                                                                    |
| --------------- | --------------- | ---------------------------------------------------------------------- |
| 2010–2013, 2015 | Adventure Time  | Scenarist, storyboard artist & revisionist, compozitor                 |
| 2013–prezent    | Steven Universe | Creator, producător executiv, scenarist, storyboard artist, compozitor |